# UEFA Nations League 2020-2021 - Lega B
Questa voce raccoglie un approfondimento sulle gare della Lega B dell'UEFA Nations League 2020-2021. La fase a gironi della Lega B si è disputata tra il 3 settembre e il 18 novembre 2020.

## Formato
A seguito del cambio di formula del torneo a partire da questa edizione, la Lega B è stata allargata da 12 a 16 squadre. Alla Lega partecipano le squadre classificate dal diciassettesimo al trentaduesimo posto nella classifica finale della UEFA Nations League 2018-2019, divise in quattro gruppi da quattro squadre ciascuno. Ogni squadra gioca sei incontri tra i mesi di settembre, ottobre e novembre. Le squadre vincitrici di ogni raggruppamento vengono promosse nella Lega A della UEFA Nations League 2022-2023, mentre le quattro classificate vengono retrocesse nella Lega C.

## Squadre partecipanti
Le squadre sono state assegnate alla Lega B in base alla lista d'accesso della UEFA Nations League 2020-2021, la quale si basa sulla classifica finale dell'edizione precedente: alle 4 squadre rimaste direttamente nella Lega B viene attribuito il numero di accesso corrispondente alla posizione nella classifica finale dell'edizione passata, alle 4 promosse dalla Lega C vengono attribuiti i numeri 21-24, alle 4 ripescate a seguito del cambio di format vengono attribuiti i numeri 25-28 e alle 4 promosse dalla Lega C a seguito del cambio di format vengono attribuiti i numeri 29-32. Le urne per il sorteggio, composte da quattro squadre ciascuna, sono state annunciate il 4 dicembre 2019.
| Squadra   | Rank |
| --------- | ---- |
| Russia    | 17   |
| Austria   | 18   |
| Galles    | 19   |
| Rep. Ceca | 20   |

| Squadra   | Rank |
| --------- | ---- |
| Scozia    | 21   |
| Norvegia  | 22   |
| Serbia    | 23   |
| Finlandia | 24   |

| Squadra          | Rank |
| ---------------- | ---- |
| Slovacchia       | 25   |
| Turchia          | 26   |
| Irlanda          | 27   |
| Irlanda del Nord | 28   |

| Squadra  | Rank |
| -------- | ---- |
| Bulgaria | 29   |
| Israele  | 30   |
| Ungheria | 31   |
| Romania  | 32   |

Il sorteggio per la fase a gironi si è svolto il 3 marzo 2020 alle ore 18:00 CET ad Amsterdam, nei Paesi Bassi. Il programma della fase a gironi è stato confermato dalla UEFA dopo il sorteggio. Il 17 giugno 2020 il Comitato Esecutivo UEFA modifica il programma della fase a gironi in modo da completare le qualificazioni al campionato europeo di calcio 2020. Il nuovo programma per gli incontri della fase a gironi nei mesi di ottobre e novembre è stato annunciato il 26 giugno 2020.

## Gruppo 1

### Classifica
| Pos | Squadra          | Pt | G | V | N | P | GF | GS | DG |
| --- | ---------------- | -- | - | - | - | - | -- | -- | -- |
| 1.  | Austria          | 13 | 6 | 4 | 1 | 1 | 9  | 6  | +3 |
| 2.  | Norvegia         | 10 | 6 | 3 | 1 | 2 | 12 | 7  | +5 |
| 3.  | Romania          | 8  | 6 | 2 | 2 | 2 | 8  | 9  | -1 |
| 4.  | Irlanda del Nord | 2  | 6 | 0 | 2 | 4 | 4  | 11 | -7 |

### Risultati
| Arbitro: | Mattias Gestranius |

|            |           |                                     |
| Håland 66’ | Marcatori | 35’ Gregoritsch 54’ (rig.) Sabitzer |

| Arbitro: | François Letexier |

|            |           |           |
| Pușcaș 25’ | Marcatori | 86’ Whyte |

| Arbitro: | Glenn Nyberg |

|                             |           |                                 |
| Baumgartner 17’ Onisiwo 81’ | Marcatori | 3’ Alibec 51’ Grigore 70’ Maxim |

| Arbitro: | Bartosz Frankowski |

|           |           |                                                |
| McNair 6’ | Marcatori | 2’ Elyounoussi 7’, 58’ Håland 19’, 47’ Sørloth |

| Arbitro: | Ivan Kružliak |

|                                  |           |  |
| Håland 13’, 64’, 74’ Sørloth 39’ | Marcatori |  |

| Arbitro: | Petr Ardeleanu |

|  |           |                 |
|  | Marcatori | 42’ Gregoritsch |

| Arbitro: | Kristo Tohver |

|                   |           |  |
| Dallas 68’ (aut.) | Marcatori |  |

| Arbitro: | Daniel Stefański |

|  |           |            |
|  | Marcatori | 76’ Schöpf |

| Arbitro: | Maurizio Mariani |

|                      |           |              |
| Schaub 81’ Grbić 87’ | Marcatori | 75’ Magennis |

| Bucarest 15 novembre 2020, ore 20:45 UTC+1 | Romania       | 3 – 0 referto | Norvegia | Arena Națională\| Arbitro: \| Ali Palabıyık \| |
| Arbitro:                                   | Ali Palabıyık |               |          |                                                |

| Arbitro: | Benoît Bastien |

|             |           |           |
| Grbić 90+4’ | Marcatori | 61’ Zahid |

| Arbitro: | Sandro Schärer |

|           |           |              |
| Boyce 56’ | Marcatori | 81’ Bicfalvi |

## Gruppo 2

### Classifica
| Pos | Squadra    | Pt | G | V | N | P | GF | GS | DG |
| --- | ---------- | -- | - | - | - | - | -- | -- | -- |
| 1.  | Rep. Ceca  | 12 | 6 | 4 | 0 | 2 | 9  | 5  | +4 |
| 2.  | Scozia     | 10 | 6 | 3 | 1 | 2 | 5  | 4  | +1 |
| 3.  | Israele    | 8  | 6 | 2 | 2 | 2 | 7  | 7  | 0  |
| 4.  | Slovacchia | 4  | 6 | 1 | 1 | 4 | 5  | 10 | -5 |

### Risultati
| Arbitro: | Slavko Vinčić |

|                     |           |            |
| Christie 45’ (rig.) | Marcatori | 73’ Zahavi |

| Arbitro: | Andris Treimanis |

|             |           |                                           |
| Schranz 88’ | Marcatori | 48’ Coufal 53’ (rig.) Dočkal 86’ Krmenčík |

| Arbitro: | Serdar Gözübüyük |

|           |           |                               |
| Pešek 12’ | Marcatori | 27’ Dykes 52’ (rig.) Christie |

| Arbitro: | Nikola Dabanović |

|               |           |           |
| Elmkies 90+1’ | Marcatori | 14’ Ďuriš |

| Arbitro: | Tiago Martins |

|            |           |                                |
| Zahavi 56’ | Marcatori | 14’ (aut.) Abu Hanna 48’ Vydra |

| Arbitro: | Davide Massa |

|           |           |  |
| Dykes 54’ | Marcatori |  |

| Arbitro: | Felix Zwayer |

|           |           |  |
| Fraser 6’ | Marcatori |  |

| Arbitro: | Alejandro Hernández Hernández |

|                    |           |                      |
| Hamšík 16’ Mak 38’ | Marcatori | 68’, 76’, 89’ Zahavi |

| Arbitro: | István Kovács |

|            |           |  |
| Greguš 32’ | Marcatori |  |

| Arbitro: | Srđan Jovanović |

|           |           |  |
| Darida 7’ | Marcatori |  |

| Arbitro: | Cüneyt Çakır |

|                         |           |  |
| Souček 17’ Ondrášek 55’ | Marcatori |  |

| Arbitro: | Paweł Raczkowski |

|             |           |  |
| Solomon 44’ | Marcatori |  |

## Gruppo 3

### Classifica
| Pos | Squadra  | Pt | G | V | N | P | GF | GS | DG |
| --- | -------- | -- | - | - | - | - | -- | -- | -- |
| 1.  | Ungheria | 11 | 6 | 3 | 2 | 1 | 7  | 4  | +3 |
| 2.  | Russia   | 8  | 6 | 2 | 2 | 2 | 9  | 12 | -3 |
| 3.  | Serbia   | 6  | 6 | 1 | 3 | 2 | 9  | 7  | +2 |
| 4.  | Turchia  | 6  | 6 | 1 | 3 | 2 | 6  | 8  | -2 |

### Risultati
| Arbitro: | William Collum |

|                                     |           |              |
| Dzyuba 48’ (rig.), 81’ Karavaev 69’ | Marcatori | 78’ Mitrović |

| Arbitro: | Artur Soares Dias |

|  |           |                |
|  | Marcatori | 80’ Szoboszlai |

| Arbitro: | Maurizio Mariani |

|                        |           |                                       |
| Sallai 62’ Nikolić 70’ | Marcatori | 15’ Mirančuk 34’ Ozdoev 46’ Fernandes |

| Belgrado 6 settembre 2020, ore 20:45 UTC+2 | Serbia             | 0 – 0 referto | Turchia | Stadio Rajko Mitić (0 spett.)\| Arbitro: \| Aljaksej Kul'bakoŭ \| |
| Arbitro:                                   | Aljaksej Kul'bakoŭ |               |         |                                                                   |

| Arbitro: | Matej Jug |

|              |           |             |
| Mirančuk 28’ | Marcatori | 62’ Karaman |

| Arbitro: | Sandro Schärer |

|  |           |             |
|  | Marcatori | 20’ Könyves |

| Mosca 14 ottobre 2020, ore 20:45 UTC+2 | Russia         | 0 – 0 referto | Ungheria | VTB Arena (4 821 spett.)\| Arbitro: \| Michael Oliver \| |
| Arbitro:                               | Michael Oliver |               |          |                                                          |

| Arbitro: | Georgi Kabakov |

|                          |           |                                          |
| Çalhanoğlu 57’ Tufan 76’ | Marcatori | 22’ Milinković-Savić 49’ (rig.) Mitrović |

| Arbitro: | Szymon Marciniak |

|                                        |           |                         |
| Karaman 26’ Ünder 32’ Tosun 52’ (rig.) | Marcatori | 11’ Čeryšev 57’ Kuzjaev |

| Arbitro: | Glenn Nyberg |

|            |           |              |
| Kalmár 39’ | Marcatori | 17’ Radonjić |

| Arbitro: | Ivan Kružliak |

|                       |           |  |
| Sigér 57’ Varga 90+5’ | Marcatori |  |

| Arbitro: | Daniel Stefański |

|                                                           |           |  |
| Radonjić 10’ Jović 25’, 45+1’ Vlahović 41’ Mladenović 64’ | Marcatori |  |

## Gruppo 4

### Classifica
| Pos | Squadra   | Pt | G | V | N | P | GF | GS | DG |
| --- | --------- | -- | - | - | - | - | -- | -- | -- |
| 1.  | Galles    | 16 | 6 | 5 | 1 | 0 | 7  | 1  | +6 |
| 2.  | Finlandia | 12 | 6 | 4 | 0 | 2 | 7  | 5  | +2 |
| 3.  | Irlanda   | 3  | 6 | 0 | 3 | 3 | 1  | 4  | -3 |
| 4.  | Bulgaria  | 2  | 6 | 0 | 2 | 4 | 2  | 7  | -5 |

### Risultati
| Arbitro: | Manuel Schüttengruber |

|           |           |             |
| Kraev 56’ | Marcatori | 90+3’ Duffy |

| Arbitro: | Daniel Siebert |

|  |           |           |
|  | Marcatori | 80’ Moore |

| Arbitro: | Fabio Verissimo |

|                |           |  |
| Williams 90+4’ | Marcatori |  |

| Arbitro: | Fabio Maresca |

|  |           |            |
|  | Marcatori | 64’ Jensen |

| Dublino 11 ottobre 2020, ore 15:00 UTC+2 | Irlanda                 | 0 – 0 referto | Galles | Aviva Stadium (0 spett.)\| Arbitro: \| Anastasios Sidīropoulos \| |
| Arbitro:                                 | Anastasios Sidīropoulos |               |        |                                                                   |

| Arbitro: | Erik Lambrechts |

|                       |           |  |
| Taylor 52’ Jensen 67’ | Marcatori |  |

| Arbitro: | Lionel Tschudi |

|            |           |  |
| Jensen 66’ | Marcatori |  |

| Arbitro: | Əliyar Ağayev |

|  |           |              |
|  | Marcatori | 85’ Williams |

| Arbitro: | Donatas Rumšas |

|                  |           |                    |
| Iliev 68’ (rig.) | Marcatori | 7’ Pukki 45+1’ Lod |

| Arbitro: | Petr Ardeleanu |

|            |           |  |
| Brooks 67’ | Marcatori |  |

| Dublino 18 novembre 2020, ore 20:45 UTC+1 | Irlanda         | 0 – 0 referto | Bulgaria | Aviva Stadium (0 spett.)\| Arbitro: \| Lawrence Visser \| |
| Arbitro:                                  | Lawrence Visser |               |          |                                                           |

| Arbitro: | Jesús Gil Manzano |

|                                |           |           |
| Wilson 29’ James 46’ Moore 84’ | Marcatori | 63’ Pukki |

## Statistiche

### Classifica marcatori
6 reti
- Erling Haaland

5 reti
- Eran Zahavi

3 reti
- Fredrik Jensen

- Alexander Sørloth

2 reti
- Adrian Grbić
- Michael Gregoritsch
- Teemu Pukki
- Artëm Dzjuba (1 rigore)

- Anton Mirančuk
- Ryan Christie (1 rigore)
- Lyndon Dykes
- Luka Jović

- Aleksandar Mitrović
- Nemanja Radonjić
- Kenan Karaman
- Kieffer Moore

1 rete
- Christoph Baumgartner
- Karim Onisiwo
- Marcel Sabitzer (1 rigore)
- Louis Schaub
- Alessandro Schöpf
- Dimităr Krasimirov Iliev (1 rigore)
- Božidar Kraev
- Vladimír Coufal
- Vladimír Darida
- Bořek Dočkal (1 rigore)
- Michal Krmenčík
- Zdeněk Ondrášek
- Jakub Pešek
- Tomáš Souček
- Matěj Vydra
- Robin Lod
- Robert Taylor
- Zsolt Kalmár
- Norbert Könyves
- Nemanja Nikolić
- Roland Sallai

- Dávid Sigér
- Dominik Szoboszlai
- Ilay Elmkies
- Manor Solomon
- Liam Boyce
- Josh Magennis
- Paddy McNair
- Gavin Whyte
- Mohamed Elyounoussi
- Ghayas Zahid
- Shane Duffy
- Denis Alibec
- Eric Bicfalvi
- Dragoș Grigore
- Alexandru Maxim
- George Pușcaș
- Denis Čeryšev
- Mário Figueira Fernandes
- Vjačeslav Karavaev
- Daler Kuzjaev
- Magomed Ozdoev

- Ryan Fraser
- Sergej Milinković-Savić
- Filip Mladenović
- Dušan Vlahović
- Michal Ďuriš
- Ján Greguš
- Marek Hamšík
- Róbert Mak
- Ivan Schranz
- Hakan Çalhanoğlu
- Cenk Tosun
- Ozan Tufan
- Cengiz Ünder
- Kevin Varga
- David Brooks
- Daniel James
- Jonathan Williams
- Neco Williams
- Harry Wilson

Autoreti
- Joel Abu Hanna (1, pro  Rep. Ceca)

- Stuart Dallas (1, pro  Norvegia)